# Juan Flores (futbolista)
Juan Ángel Flores Ascencio (Lima, 25 de febrero de 1976) es un exfutbolista peruano. Jugaba de guardameta y su último equipo fue Amazon Callao de la Copa Perú. 
Con la selección de fútbol del Perú debutó en un encuentro ante Japón el 22 de mayo de 2005. Con ésta disputó la Copa América 1997 celebrada en Bolivia y la Copa América 2007 en Venezuela. Participó en cuatro partidos internacionales y dos amistosos con la blanquirroja.

## Trayectoria
Se formó en las divisiones menores del Deportivo Zúñiga con el que formó parte del plantel en Segunda División durante la temporada 1994, en la que obtuvieron el tercer lugar del campeonato. Tras dos temporadas como suplente fue transferido al Club Ciclista Lima del mismo campeonato, debutando profesionalmente en la temporada de 1996. Su actividad empezó a demostrarse al integrar el plantel del Sport Boys de la Primera División del Perú al año siguiente. Luego de permanecer durante dos temporadas en el equipo chalaco, fue fichado por el Club Universitario de Deportes. Con la U disputó tres temporadas en la primera división y fue cedido en préstamo al Deportivo Estudiantes de Medicina y Juan Aurich —una temporada cada uno— para finalmente regresar a Universitario, al año siguiente y seguidamente con el que jugó cuatro temporadas en su segunda etapa. 
Tras finalizado su etapa en el equipo crema formaría parte del Cienciano, en el equipo cusqueño jugaría dos temporadas; sin embargo, sería prestado al Atlético Minero hasta finales del campeonato de 2008, en la que perdió la categoría. Para el siguiente año formó parte del Total Chalaco de la Primera División y la temporada posterior se uniría al León de Huánuco teniendo buenas actuaciones y terminando subcampeón de aquella temporada. Después de tres temporadas integraría durante un año al Unión Comercio y volvería al equipo matucanino, Atlético Minero para jugar la segunda división de 2014. 
Su último equipo profesional fue el club Unión Tarapoto, donde se retiró temporalmente del fútbol, a los 40 años. En 2024 volvió a la actividad futbolística en Amazon Callao que participbaa de la Liga del Callao en la Copa Perú.

## Selección nacional
Fue internacional con la selección de fútbol de Perú en 6 ocasiones.

### Participaciones en Copa América
| Copa              | Sede      | Resultado        | Partidos | Goles recibidos |
| ----------------- | --------- | ---------------- | -------- | --------------- |
| Copa América 1997 | Bolivia   | Cuarto lugar     | 0        | 0               |
| Copa América 2007 | Venezuela | Cuartos de final | 0        | 0               |

### Participaciones en Eliminatorias
| Eliminatorias                    | Selección | Resultado         | Partidos | Goles Recibidos | P. sin goles en contra |
| -------------------------------- | --------- | ----------------- | -------- | --------------- | ---------------------- |
| Eliminatorias Sudamericanas 2006 | Perú      | 9º (No clasificó) | 2        | 5               | 1                      |

## Clubes
| Club                      | País | Año         |
| ------------------------- | ---- | ----------- |
| Deportivo Zúñiga          | Perú | 1994 - 1995 |
| Ciclista Lima             | Perú | 1996        |
| Sport Boys                | Perú | 1997 - 1998 |
| Universitario de Deportes | Perú | 1999 - 2001 |
| Estudiantes de Medicina   | Perú | 2001        |
| Juan Aurich               | Perú | 2002        |
| Universitario de Deportes | Perú | 2003 - 2006 |
| Cienciano                 | Perú | 2007 - 2008 |
| Atlético Minero           | Perú | 2008        |
| Total Chalaco             | Perú | 2009        |
| León de Huánuco           | Perú | 2010 - 2012 |
| Unión Comercio            | Perú | 2013        |
| Atlético Minero           | Perú | 2014        |
| Sport Victoria            | Perú | 2015        |
| Unión Tarapoto            | Perú | 2016        |
| Amazon Callao             | Perú | 2024        |

## Palmarés

### Campeonatos nacionales
| Título                    | Club                      | País | Año  |
| ------------------------- | ------------------------- | ---- | ---- |
| Primera División del Perú | Universitario de Deportes | Perú | 1999 |
| Primera División del Perú | Universitario de Deportes | Perú | 2000 |

### Copas internacionales
| Título     | Equipo            | País | Año  |
| ---------- | ----------------- | ---- | ---- |
| Copa Kirin | Selección de Perú | Perú | 2005 |